# Dieter Klaußner
Dieter Klaußner (sinh ngày 1, tháng 6, năm 1938) là một cầu thủ bóng đá người Đức đã chơi như một hậu vệ trước khi giã từ chơi chuyên nghiệp vào năm 1973.